# Janisławice (województwo wielkopolskie)
Janisławice – wieś w Polsce, położona w województwie wielkopolskim, w powiecie ostrowskim, w gminie Sośnie. Leżą ok. 20 km na południowy zachód od Ostrowa Wlkp., w pobliżu Stawów Możdżanowskich.

## Integralne części wsi
| SIMC    | Nazwa      | Rodzaj    |
| ------- | ---------- | --------- |
| 0208982 | Czesławice | część wsi |
| 0208999 | Jarnostów  | część wsi |
| 0209007 | Starza     | część wsi |

Przed 1932 rokiem miejscowość położona była w powiecie odolanowskim, w latach 1975–1998 w województwie kaliskim, w latach 1932–1975 i od 1999 w powiecie ostrowskim.